# Dorothy Malone
Dorothy Malone (ur. 30 stycznia 1925 w Chicago, zm. 19 stycznia 2018 w Dallas) – amerykańska aktorka filmowa i telewizyjna, laureatka Oscara za rolę drugoplanową w filmie Pisane na wietrze (1956).
Malone karierę filmową rozpoczęła w połowie lat 40., we wczesnych latach kariery zagrała małe role, głównie w B-movies. Po dziesięciu latach pracy zaczęła grywać w bardziej ekscytujących obrazach, w szczególności po występie w obrazie Pisane na wietrze (1956), za który otrzymała Oscara dla najlepszej aktorki drugoplanowej. Jej kariera filmowa osiągnęła szczyt na początku roku 1960, by później zapoczątkować sukces w telewizji, m.in. rolą Constance Mackenzie Carson w serialu telewizyjnym Peyton Place (1964–1968). Znacznie mniej aktywna w późniejszych latach, Malone powróciła do filmu w 1992 roku, występując jako przyjaciółka postaci granej przez Sharon Stone w słynnym Nagim instynkcie.

## Życiorys
Malone urodziła się jako Dorothy Eloise Maloney w Chicago, w stanie Illinois. Jej rodzina przeniosła się do Dallas w Teksasie, gdzie Malone pracowała jako modelka dziecięca i zaczęła grać w przedstawieniach szkolnych w Highland Park High School. Podczas studiów na Southern Methodist University została zauważona przez agenta studia RKO i podpisała ze studiem umowę, dzięki czemu debiutowała na ekranie w 1943 roku w obrazie The Falcon and the Co-Eds.
Wiele filmów z początku kariery Malone to epizody i role drugoplanowe w filmach klasy B, wiele z nich to westerny, chociaż czasami miała okazję zagrać mały, ale niezapomniany epizod, jakim jest niewątpliwie rólka rozgarniętej, krzepkiej księgarki w Wielkim śnie (1946) z Humphreyem Bogartem.

### Transformacja

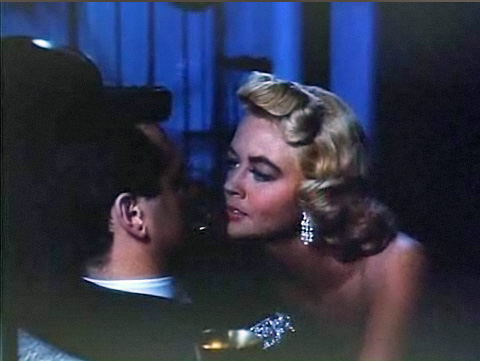
Malone i Rock Hudson w scenie z filmu Pisane na wietrze, 1956

W 1954 r. Malone przefarbowała się na platynowy blond i porzuciła swój dawny image, by zagrać u boku Rocka Hudsona i Lauren Bacall w filmie w reżyserii Douglasa Sirka Pisane na wietrze (1956). Jej rola z wizerunkiem dipso-nimfomanki, córki barona ropy z Teksasu, została nagrodzona Oscarem dla najlepszej aktorki drugoplanowej. W rezultacie aktorka zaczęła grywać bardziej znaczące role w takich filmach jak: Człowiek o tysiącu twarzy, Ostatnia podróż, Ostatni zachód słońca.

### Lata późniejsze
W latach 1964–1968 grała w popularnym (prime time) serialu telewizyjnym stacji ABC Peyton Place, gdzie wcielała się w postać Constance Mackenzie Carson. Za rolę w serialu była dwa razy nominowana do Złotego Globu. W 1976 roku wystąpiła w znaczącej roli w serialu Pogoda dla bogaczy. Jej ostatnim filmem był Nagi instynkt (1992), gdzie wystąpiła z Michaelem Douglasem i Sharon Stone.

### Życie prywatne
Malone była trzykrotnie zamężna i trzykrotnie brała rozwód, ma dwie córki, Mimi i Diane, z pierwszego małżeństwa z aktorem Jacques’em Bergeraciem.
Aktorka posiada własną gwiazdę na Hollywood Walk of Fame, znajdującą się przy 1718 Vine Street. Od 2009 roku, będąca na emeryturze Malone, mieszkała w Dallas, w Teksasie.

## Filmografia
- Dzień i noc (1946) jako Nancy
- Wielki sen (1946) jako właścicielka księgarni
- Colorado (1949) jako Julie Ann Winslow
- Fałszywy krok (1954) jako Ann Stewart
- Prywatne piekło (1954) jako Francey Farnham
- Szybcy i wściekli (1955) jako Connie Adair
- Artyści i modele (1955) jako Abigail „Abby” Parker
- Pisane na wietrze (1956) jako Marylee Hadley
- Człowiek o tysiącu twarzy (1957) jako Cleva Creighton Chaney
- Dwa złote colty (1959) jako Lily Dollar
- Ostatnia podróż (1960) jako Laurie Henderson
- Ostatni zachód słońca (1961) jako Belle Breckenridge
- Ulice San Francisco (1972–77; serial TV) jako Julia Desmond (gościnnie, 1976)
- Sierżant Anderson (1974–78; serial TV) jako madame Hilary LaSalle (gościnnie, 1976)
- Pogoda dla bogaczy (1976; serial TV) jako Irene Goodwin
- Zimowe zabójstwa (1979) jako Emma Kegan
- Stwór (1983) jako Marge Smith
- To nie jest wasz syn (1984) jako dr Sullivan
- Nagi instynkt (1992) jako Hazel Dobkins

## Nagrody
- Nagroda Akademii Filmowej Najlepsza aktorka drugoplanowa: 1957 Pisane na wietrze